# ياسو كيتامورا
ياسو كيتامورا (باليابانية: 北村康雄) هو سباح ياباني، ولد في 14 أكتوبر 1932.

## وصلات خارجية
- ياسو كيتامورا على موقع الاتحاد الدولي للسباحة (الإنجليزية)
- ياسو كيتامورا على موقع أوليمبيديا (الإنجليزية)